# Lumbu
Lumbu (auch Baloumbou und Ilumbu) ist eine Bantusprache und wird von circa 22.720 Menschen in Gabun und in der Republik Kongo gesprochen (Zensus 2000).
Sie ist in Gabun in der Provinz Nyanga zwischen den Flüssen Nyanga und Bangua an der Grenze zur Republik Kongo mit circa 19.700 Sprechern und in der Republik Kongo in der Region Niari im Distrikt Kibangou an der Grenze zu Gabun mit circa 3020 Sprechern verbreitet.
Lumbu wird in der lateinischen Schrift geschrieben.

## Klassifikation
Lumbu ist eine Nordwest-Bantusprache und gehört zur Sira-Gruppe, die als Guthrie-Zone B40 klassifiziert wird.